# 御所浦町立牧島小学校
御所浦町立牧島小学校（ごしょうらちょうりつ まきしましょうがっこう）は、熊本県天草郡御所浦町（現・天草市）にあった小学校。

## 沿革
- 1880年（明治13年）4月 - 御所浦村立御所浦小学校牧島分教場設置
- 1890年（明治23年） - 御所浦簡易小学校牧島分教場と改称
- 1899年（明治32年） - 長浦分教場設置
- 1908年（明治41年）4月 - 御所浦尋常小学校長浦分教場と改称
- 1940年（昭和15年） - 御所浦国民学校長浦分教場と改称
- 1947年（昭和22年） - 御所浦村立御所浦小学校から独立し、牧島小学校となる
- 1963年（昭和38年） - 御所浦町立牧島小学校と改称
- 2002年（平成14年） - 御所浦小学校へ統合